# 何亮亮
何亮亮（1951年1月27日—）是一位香港時事評論員、媒體人。

## 生平
祖籍浙江定海（今属舟山），1951年出生於上海，因为是天亮的时候生，所以叫亮亮。中國社會科學院碩士畢業。早年在上海务农、务工，做过工厂基层管理。1988年初移居香港，在平面媒體工作多年，2001年起在香港鳳凰衛視專職時事評論，参与评论的節目包括《時事亮亮點》、 《時事開講》、《新聞今日談》、《有报天天读》、《新闻大破解》和《腾飞中国》等。

## 作品
著有書籍：
- 《八面來風——香港媒體面面觀》
- 《汪道涵傳》
- 《江澤民傳》
- 《朱鎔基傳》
- 《俄羅斯新總統普京傳》
- 《解密廉政公署》
- 《1950:香港諜戰》